# Рајнсберг
Рајнсберг (њем. Rheinsberg) град је у њемачкој савезној држави Бранденбург. Једно је од 23 општинска средишта округа Остпригниц-Рупин. Према процјени из 2010. у граду је живјело 8.705 становника. Посједује регионалну шифру (AGS) 12068353.

## Географски и демографски подаци
Рајнсберг се налази у савезној држави Бранденбург у округу Остпригниц-Рупин. Град се налази на надморској висини од 61 метра. Површина општине износи 324,8 km². У самом граду је, према процјени из 2010. године, живјело 8.705 становника. Просјечна густина становништва износи 27 становника/km².

## Међународна сарадња
| Мјесто     | Држава   | Врста сарадње | Од    |
| ---------- | -------- | ------------- | ----- |
| Маријефред | Шведска  | пријатељство  | 1994. |
| Фангасо    | Мали     | пријатељство  | 1994. |
| Тофтлунд   | Данска   | партнерство   | 1995. |
|            | САД      | партнерство   | 1996. |
| Рајец      | Словачка | контакт       | 1993. |
| Извор      |          |               |       |